# Lijst van nummer 1-hits in Australië in 1989
Deze hits stonden in 1989 op nummer 1 in de ARIA Charts, de bekendste hitlijst in Australië.
| Datum        | Artiest                       | Titel                       |
| ------------ | ----------------------------- | --------------------------- |
| 1 januari    | Geen lijst verschenen         | Geen lijst verschenen       |
| 8 januari    | The Beach Boys                | Kokomo                      |
| 15 januari   | The Beach Boys                | Kokomo                      |
| 22 januari   | The Beach Boys                | Kokomo                      |
| 29 januari   | The Beach Boys                | Kokomo                      |
| 5 februari   | The Beach Boys                | Kokomo                      |
| 12 februari  | The Beach Boys                | Kokomo                      |
| 19 februari  | The Proclaimers               | I'm Gonna Be (500 Miles)    |
| 26 februari  | The Proclaimers               | I'm Gonna Be (500 Miles)    |
| 5 maart      | The Proclaimers               | I'm Gonna Be (500 Miles)    |
| 12 maart     | The Proclaimers               | I'm Gonna Be (500 Miles)    |
| 19 maart     | The Proclaimers               | I'm Gonna Be (500 Miles)    |
| 26 maart     | Madonna                       | Like a Prayer               |
| 2 april      | Fine Young Cannibals          | She Drives Me Crazy         |
| 9 april      | Fine Young Cannibals          | She Drives Me Crazy         |
| 16 april     | Madonna                       | Like a Prayer               |
| 23 april     | Fine Young Cannibals          | She Drives Me Crazy         |
| 30 april     | Madonna                       | Like a Prayer               |
| 7 mei        | Madonna                       | Like a Prayer               |
| 14 mei       | Mike and the Mechanics        | The Living Years            |
| 21 mei       | Madonna                       | Like a Prayer               |
| 28 mei       | The Bangles                   | Eternal Flame               |
| 4 juni       | Bette Midler                  | Wind Beneath My Wings       |
| 11 juni      | The Bangles                   | Eternal Flame               |
| 18 juni      | Bette Midler                  | Wind Beneath My Wings       |
| 25 juni      | The Bangles                   | Eternal Flame               |
| 2 juli       | Roxette                       | The Look                    |
| 9 juli       | Roxette                       | The Look                    |
| 16 juli      | Roxette                       | The Look                    |
| 23 juli      | Roxette                       | The Look                    |
| 30 juli      | Roxette                       | The Look                    |
| 6 augustus   | Roxette                       | The Look                    |
| 13 augustus  | New Kids on the Block         | You Got (The Right Stuff)   |
| 20 augustus  | New Kids on the Block         | You Got (The Right Stuff)   |
| 27 augustus  | New Kids on the Block         | You Got (The Right Stuff)   |
| 3 september  | Simply Red                    | If You Don't Know Me by Now |
| 10 september | Richard Marx                  | Right Here Waiting          |
| 17 september | Richard Marx                  | Right Here Waiting          |
| 24 september | Richard Marx                  | Right Here Waiting          |
| 1 oktober    | Richard Marx                  | Right Here Waiting          |
| 8 oktober    | Richard Marx                  | Right Here Waiting          |
| 15 oktober   | Cher                          | If I Could Turn Back Time   |
| 22 oktober   | Jive Bunny & The Mastermixers | Swing the Mood              |
| 29 oktober   | Jive Bunny & The Mastermixers | Swing the Mood              |
| 5 november   | Jive Bunny & The Mastermixers | Swing the Mood              |
| 12 november  | Cher                          | If I Could Turn Back Time   |
| 19 november  | Cher                          | If I Could Turn Back Time   |
| 26 november  | Cher                          | If I Could Turn Back Time   |
| 3 december   | Cher                          | If I Could Turn Back Time   |
| 10 december  | Cher                          | If I Could Turn Back Time   |
| 17 december  | Cher                          | If I Could Turn Back Time   |
| 24 december  | Geen lijst verschenen         | Geen lijst verschenen       |
| 31 december  | Geen lijst verschenen         | Geen lijst verschenen       |